# Собор Удине
Собор римско-католической церкви в центре Удине, столицы итальянской провинции Фриули, посвящён Богоматери. Кафедра архиепископа Удине.
Церковь заложена в 1236 году повелением Бертольда, патриарха Аквилеи, по образу францисканских храмов того времени. Уже в 1257 году в церкви, посвящённой тогда святому Ульриху, шли богослужения. Строгая по форме трёхнефная базилика получила черты как романской, так и ранней готической архитектуры. В 1335 году церковь была освящена как собор Санта-Мария-Маджоре. Разрушительное землетрясение 1368 года повредило здание, однако службы в храме не прекращались. При восстановлении, начатом несколько лет спустя, была уменьшена роза на главном фасаде. Главный портал Искупления под остроконечным фронтоном создан в XIV веке неизвестным немецким мастером.
В 1441 году над древним баптистерием возвели приземистую восьмигранную колокольню, её первый ярус целиком расписан фресками Витале да Болонья. Проект Кристофоро да Милано изначально предусматривал гораздо более высокую колокольню, возвышающуюся над городом и замком и увенчанную фигурой девы Марии, однако этим планам не суждено было сбыться. XVI век обогатил собор двумя рядами боковых капелл.
В начале XVIII века собор подвергся реконструкции под руководством архитектора Доменико Росси; работы завершили к 1735 году. Патриарх Аквилеи Даниэле Дольфин освятил перестроенное здание вновь как собор Санта-Мария-Аннунциата. Интерьеры собора оформили в стиле барокко, богато украсив живописью; здесь можно увидеть, в частности, картины Джованни Баттиста Тьеполо и Помпонио Амальтео. Алтарь святого Иосифа создан фриуланским художником Пеллегрино да Сан-Даниэле. Своды собора расписаны сценами райской жизни.